# Audi S6
Audi S6 — це спортивна повнопривідна версія Audi A6, що виробляються компанією Audi з 1994 року.

## Audi S6 C4/4A (1995—1997)

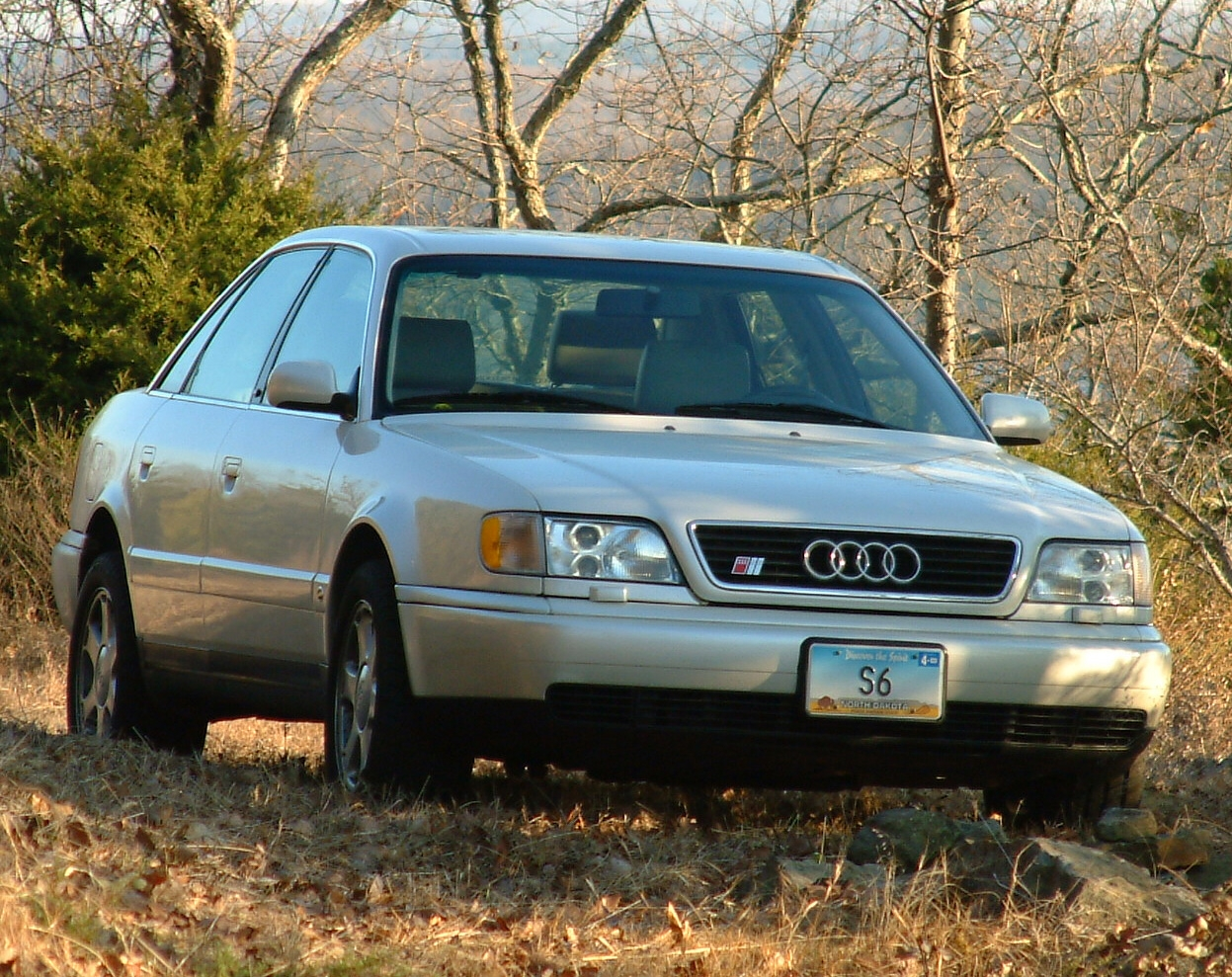
Audi S6 C4

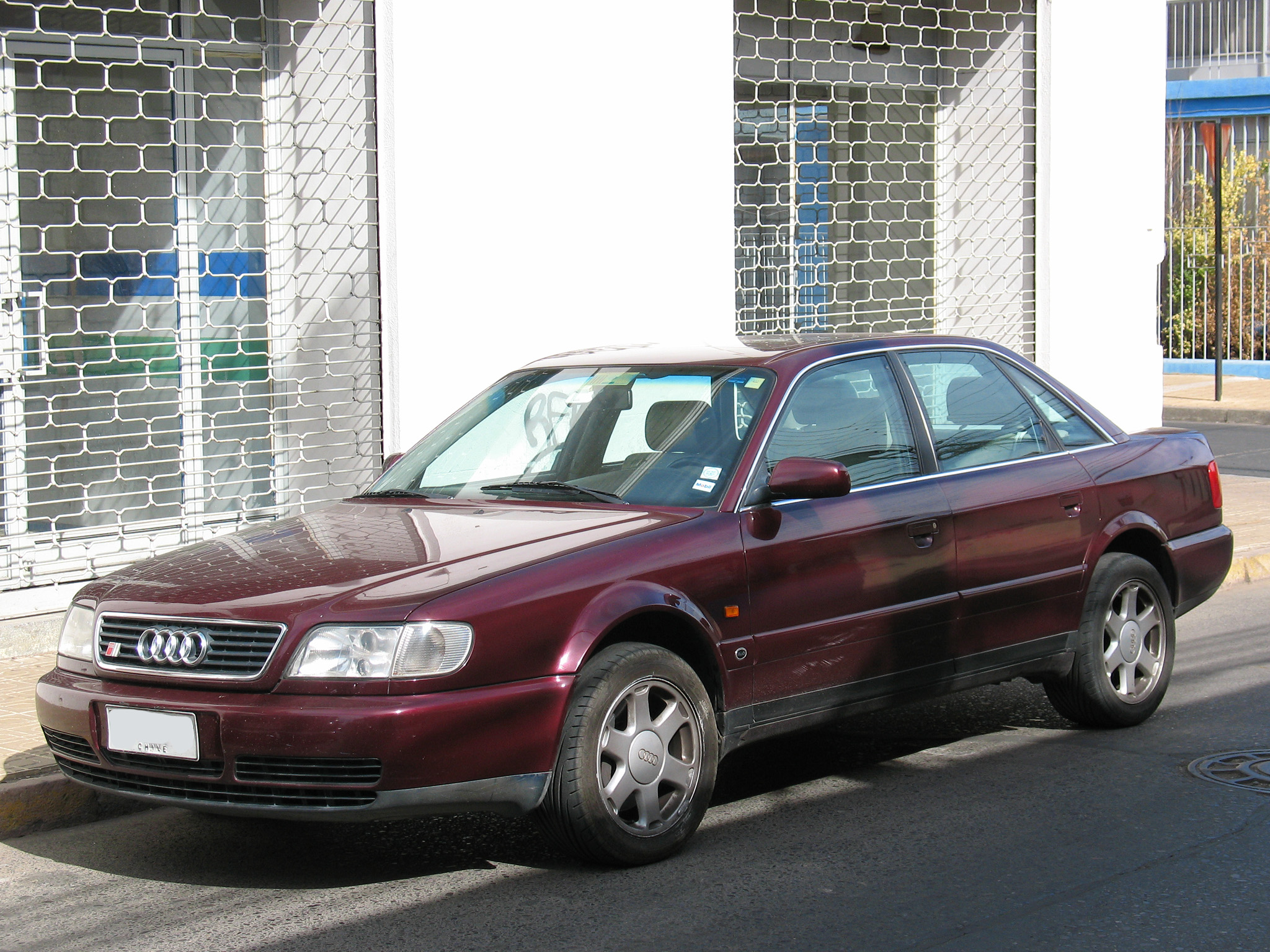
Audi S6 C4

В серпні 1995 року світ побачила спортивна модифікації седана та універсала Audi A6, вони отримали назву Audi S6 і Audi S6 Avant відповідно. 
Audi S6 від А6 відрізняють додаткова емблема на решітці радіатора, розширені арки передніх крил, змінені задні ліхтарі, занижена на 20 мм посадка кузова за рахунок високої підвіски, низькопрофільні шини 225/50 ZR16 і легкосплавні диски розміром 7,5J, твердіші шкіряні сидіння із особливо розвитою бічною підтримкою. Кліренс S6 зменшився на 10 мм у порівнянні з А6, колія передніх коліс стала ширша на 38 мм, а задніх на 21 мм. 
Жорстка спортивна підвіска, сидіння Recaro, підсилена гальмова система - визначають спортивний характер автомобіля. По вибору клієнта автомобіль оснащували механічною 6-ступеневою коробкою передач або 4-діапазонною автоматичною трансмісією.
Audi S6 Avant являє собою спортивний універсал, котрий уособлює в собі спортивну динаміку, утилітарність універсалу і надійність повнопривідного позашляховика. Потужний S6 Avant здатний розігнатися від 0 до 100 км/год за 6,8 секунди і розвинути швидкість 250 км/год. В нормальному режимі розподілення крутного моменту між осями розподіляється у співвідношенні 50:50.
Відмінна керованість забезпечується завдяки спортивній підвісці і системі повного приводу quattro, якому завдячує неперевершена курсова стійкість і неперевершена керованість в поворотах незалежно від якості дорожнього покриття.
Салон досить комфортний і добре ізольований від вуличних шумів і протягів. Система клімат контроля і сидіння з підігрівом забезпечать вам приємну поїздку і захистять від негоди. Салон оздоблений м'якими матеріалами, самі сидіння зручні попри те що подушки досить мякі. Всі ручки і кнопки натискуються досить легко.
З 1995 року Audi S6 комплектувалася двигуном, який дістався її від попередниці Audi S4 230-сильний 2,2-літровий R5 (AAN) та 290-сильний 4,2-літровий V8 (AEC) від Audi V8.
Ціни на ці автомобілі не набагато більші, ніж на звичайні A6 з 6-циліндровими двигунами, але це не значить, що потрібно кинути все і шукати «заряджені» Audi. Купуючи б/в Audi S6 першого покоління (все-таки автомобілю не мало років, і пробіг відповідний), потрібно розуміти що «ракета» може в будь-який момент зажадати пристойних коштів на ремонт двигуна, коробки передач та ін. Хоча 4,2-літровий V8 (AEC), надійний і може працювати більш 500 тис. км, Audi S6 обирали виключно для агресивної і швидкісної їзди. А коли двигун постійно використовують на всі 100%, його ресурс може не перевищувати 100 тис. км. Ремонт «зарядженого» двигуна може коштувати астрономічних грошей. Та справа не тільки в двигуні, до S6 не підходять багато деталей від звичайної А6. Ціна запчастин для «заряджених» автомобілів може бути просто непристойно високою.

### S6 PLUS
Гаму моделей фірми Audi на платформі С4 вінчає модель S6 PLUS - це цілком логічно, так само як і моделі S2\RS2 є вершиною модельного ряду на своїй платформі. При всім цьому є деякі відмінності.
Топ модель S6 PLUS має атмосферний V8 (AHK) з об’ємом 4,2 літра потужністю 326 к.с. і є найпотужнішою модифікацією Audi S6. Проте вона не відрізняється так сильно від S6 (як RS2 від S2), спільної роботи з Porsche у цьому випадку не було. Це перший автомобіль Audi, створений повністю Quattro Gmbh. Відомості про те що Audi RS4 - перший автомобіль Audi створений на Quattro GmbH є невірними!
Згідно з документацією S6 PLUS є продукцією не Audi Gmbh, а Quattro Gmbh, однак через складності сертифікації за німецьким законодавством через те, що номер шасі ставиться не Audi Gmbh, і для одержання дозволу на експлуатацію та запуску у виробництво автомобіль вийшов під маркою Audi S6 PLUS. Quattro Gmbh випустила 97 седанів і 855 авантів. При випуску проводилася деяка переробка серійної комплектації. Так, наприклад, ксенонові фари, оббивка шкірою Alcantara, дистанційне керування центральним замком, багажна сітка (авант), мішок для лиж і спеціальні, підібрані в колір килимки, включалися в стандартне обладнання Audi. S6 PLUS випускалися тільки з механічною КПП.

#### Візуальні та технічні відмінності
Зовні тільки досвідчене око відрізнить S6 PLUS від S6. Мабуть видимих відмінностей дві: більші колеса (8Jx17 6-спицеві 255/40 ZR17) та те що всі хромовані деталі отримали чорний анодований хром (за винятком 4 кілець). При детальнішому огляді можна помітити додаткові скоси колісних арок, для того щоб сховати величезні колеса і більші гальмові механізми діаметром 323 мм із чорними лакованими 4 поршневими супортами з легкосплавної бронзи. У салоні, насамперед впадають в око біло-блакитні циферблати приладів. Спідометр закінчується на відмітці 300 км/год, а червона зона тахометра починається з 7000 об/хв. На тахометрі і трьох-спицевому кермі розташовані емблеми S6 PLUS. У салоні також відсутній хром, за винятком емблеми quattro і Audi. Поряд зі згаданими гальмовими механізмами переробці піддалося все шасі — пружини, стабілізатор, амторизатори. Уся випускна система в S6 PLUS — оригінальної розробки Quattro Gmbh, На перших п'яти передачах, обмежувач двигуна Audi вмикається на 7200 об/хв, а на 6 — на 6800 об/хв по тахометру, швидкість близько 285 км/год.
Інші відмінності:
- Ступінь стиску збільшено з 10,6 до 11,6:1
- Підйом впускного клапана збільшено з 10,1 до 11,6 мм
- Час перекриття клапанів збільшено
- Товщина клапана скорочена до 6 мм

- Фаза газорозподільного валу: 220 замість 205 градусів
- Механічне регулювання (замість гідравлічного) зазору між клапаном і газорозподільним валом (без гідрокомпенсаторів)
- Знижена вага клапанів
- Максимальні оберти двигуна Audi S6 PLUS збільшено з 6500 до 7000 об/хв
- Через відсутність гідрокомпенсаторів, установлюється масляний насос зі зниженою продуктивністю.
- Візуально, в очі кидається інше облицювання двигуна Audi, радіатор КПП. Електрична частина двигуна Audi повинна задовольняти нові можливості двигуна (збільшене число оборотів). Велика кількість нововведень, згодом застосувалися на 5-клапанному (на циліндр) V8.

Таким чином, двигун Audi AHK, технічно дуже досконалий.

### Двигуни Audi S6 C4/4A
| Модель    | Клапани | Циліндр | Об'єм (куб.см) | Двигун ID | Потужність об/хв            | Крутний момент при об/хв | 0-100 км / год | V макс                               | Роки виробництва |
| 2.2 Turbo | 20      | 5 R     | 2226           | AAN       | 169 кВт (230 к.с.) при 5900 | 350 Нм при 1950          | 6,8 c          | 244 км / год                         | 1991-1997        |
| 4,2       | 32      | 8 V     | 4172           | AEC       | 213 кВт (290 к.с.) при 5800 | 400 Нм при 4000          | 5,9 c          | 249 км / год                         | 1992-1997        |
| 4,2 plus  | 32      | 8 V     | 4172           | AHK       | 240 кВт (326 к.с.) при 6500 | 400 Нм при 3500          | 5,7 c          | 250 км / год (обмежена електронікою) | 1996-1997        |

## Audi S6 C5 (1999—2003)

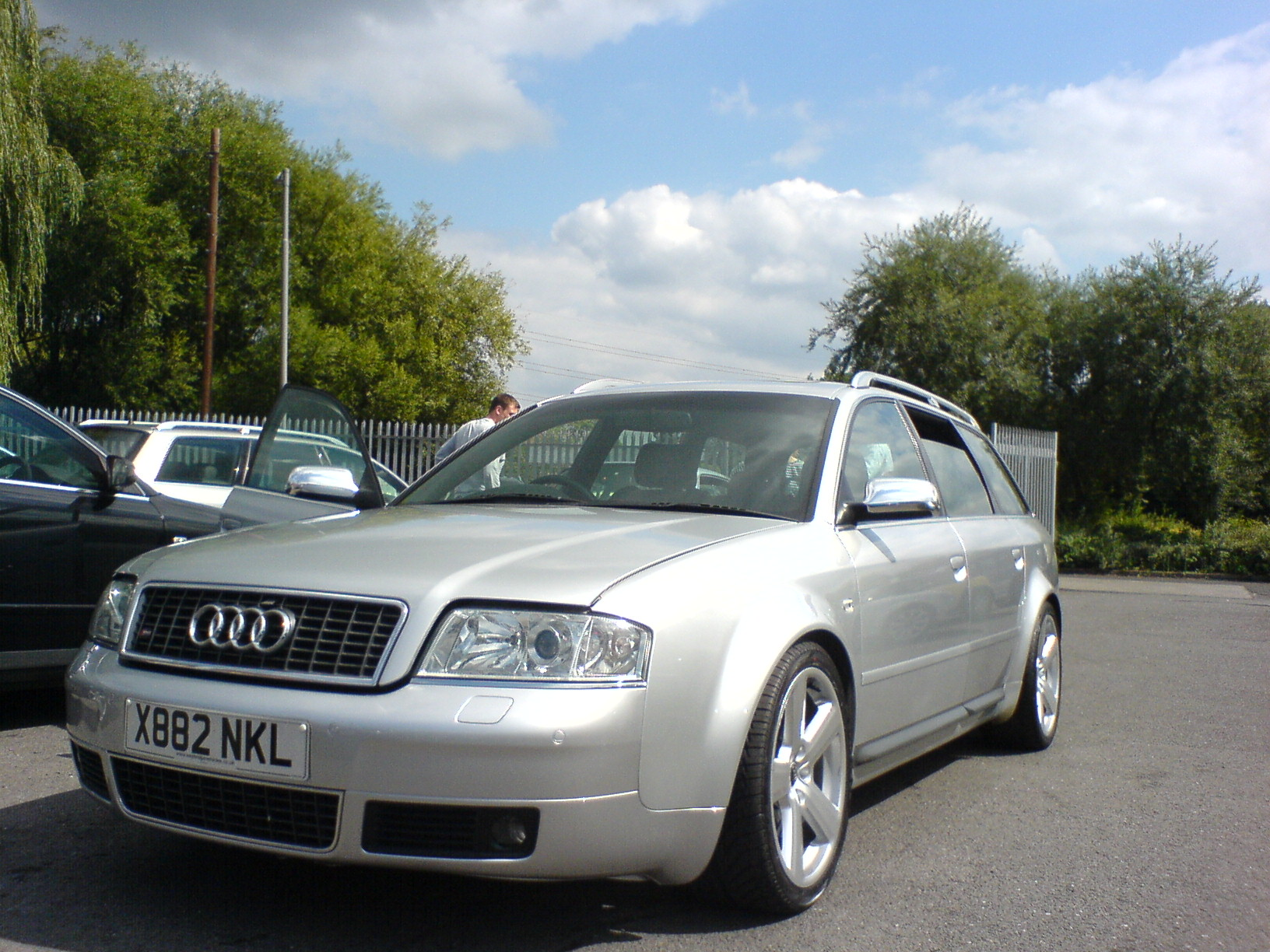
Audi S6 Avant C5

У 1999 році на ринок вийшла абсолютно нова машина (індекс C5). Модель Audi S6/S6 Avant другого покоління стала коротшою (4833 мм). Сталевий просторовий каркас кузова став помітно жорсткішим через збільшення кількості високоміцних сталей і точок зварювання. Маса збільшилася до 1815 кг. Базувався автомобіль на платформі Volkswagen C5, відстань між осями становило 2759 мм. Інженери Audi сконструювали нову ходову частину. Так, спереду встановили чотирьохважільну підвіску, а ззаду - двохважілку. У порівнянні з звичайними А6 того покоління, у S6 стояли оригінальні газонаповнені амортизатори і укорочені пружини, що знизило кузов на 10 мм. Адаптивне рульове управління також піддалося перенастроюванню - воно мало стати гострішим і інформативнішим. Поліпшили і гальма - передню вісь німці забезпечили чотирипоршневими механізмами Lucas з 321-міліметровими дисками, а на задню вісь встановили однопоршневі супорти з 269-міліметровими дисками. Все це було зроблено заради того, щоб по ходовим якостям автомобіль відповідав єдиному в гамі двигуну. Це був 40-клапанний восьмициліндровий V-подібний двигун, що розвивав 340 к.с. і 420 Нм. З особливостей варто відзначити наявність у агрегату впускного тракту змінної довжини, восьми індивідуальних котушок запалювання, «електронної» дросельної заслінки і двох вентиляторів у системі охолодження. Типово, V8 агрегатувалися з шестиступеневою МКПП, а за доплату була доступна п'ятидіапазонна АКПП ZF. Машини з ручними коробками передач розганялися до 100 км/год за 5,7 с і розвивали максимальну швидкість до 250 км/год. А реалізовувати тягу на дорозі допомагав постійний повний привід і система стабілізації ESP, яка уміє імітувати роботу блокування диференціалів на передній і задній осях.
У 2003 році останній автомобіль зійшов з конвеєра німецького заводу.

## Audi S6 C6 (2004—2011)

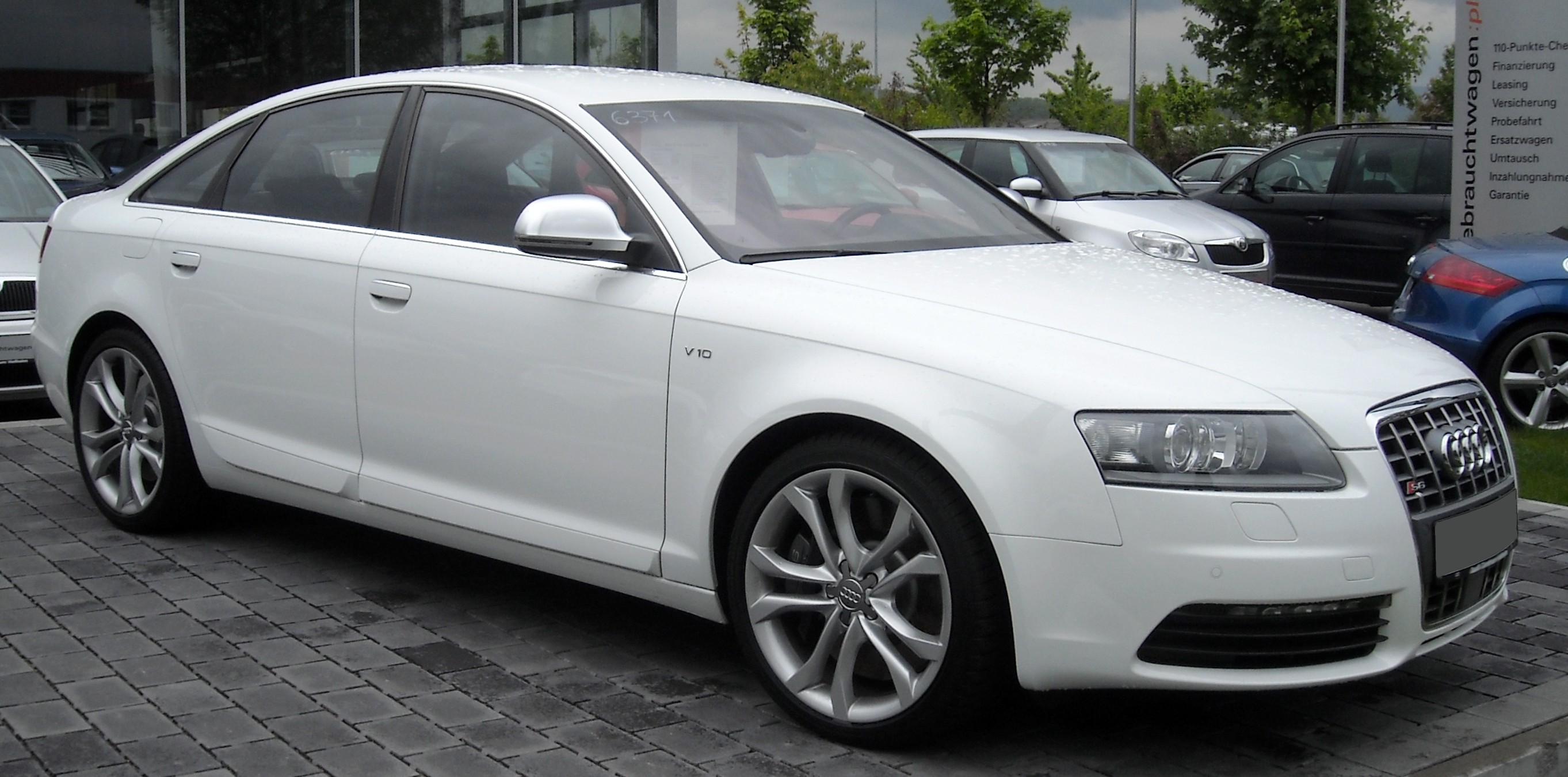
Audi S6 C6 (2008—2011)

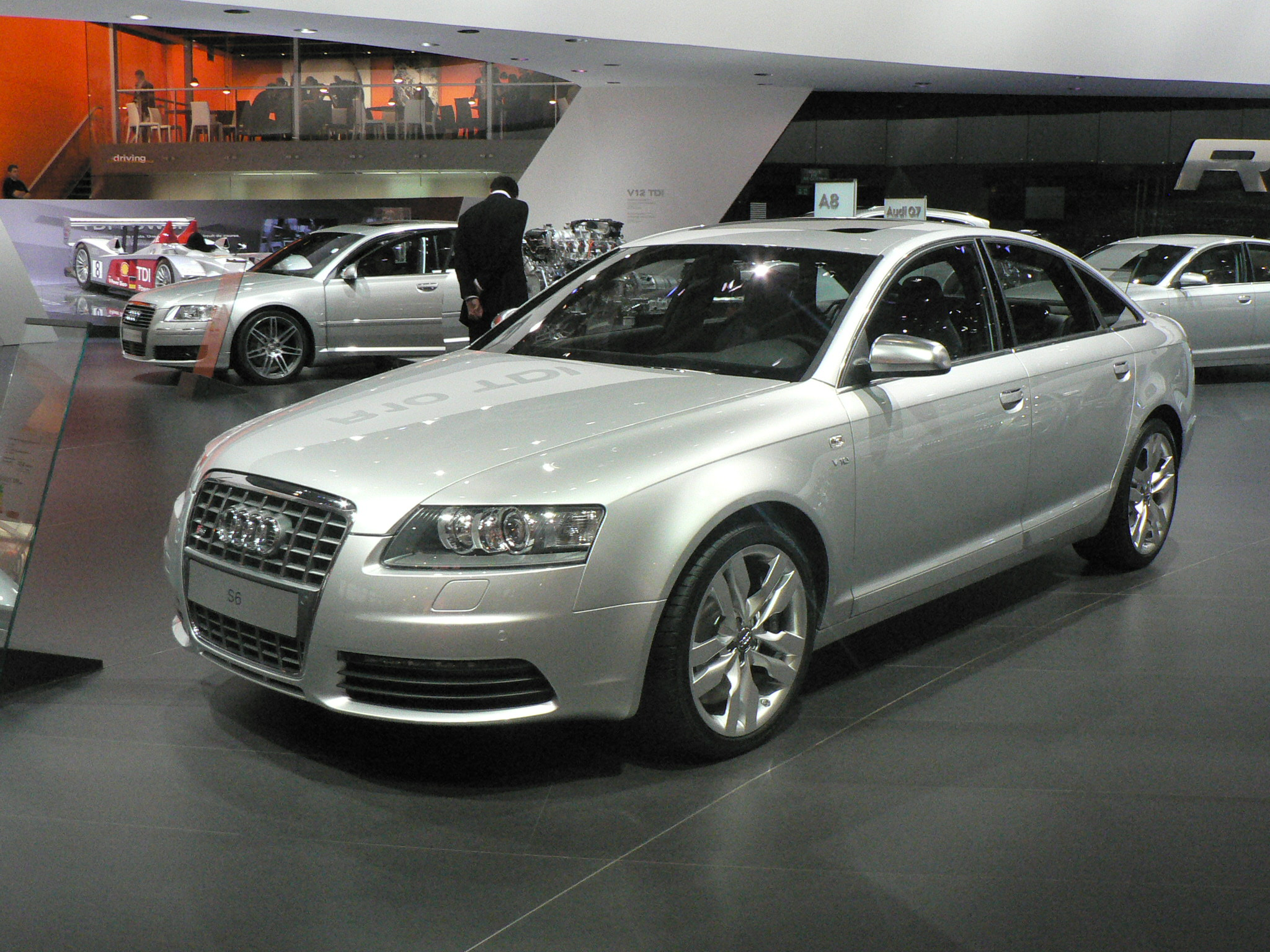
Audi S6 C6 (2004—2008)

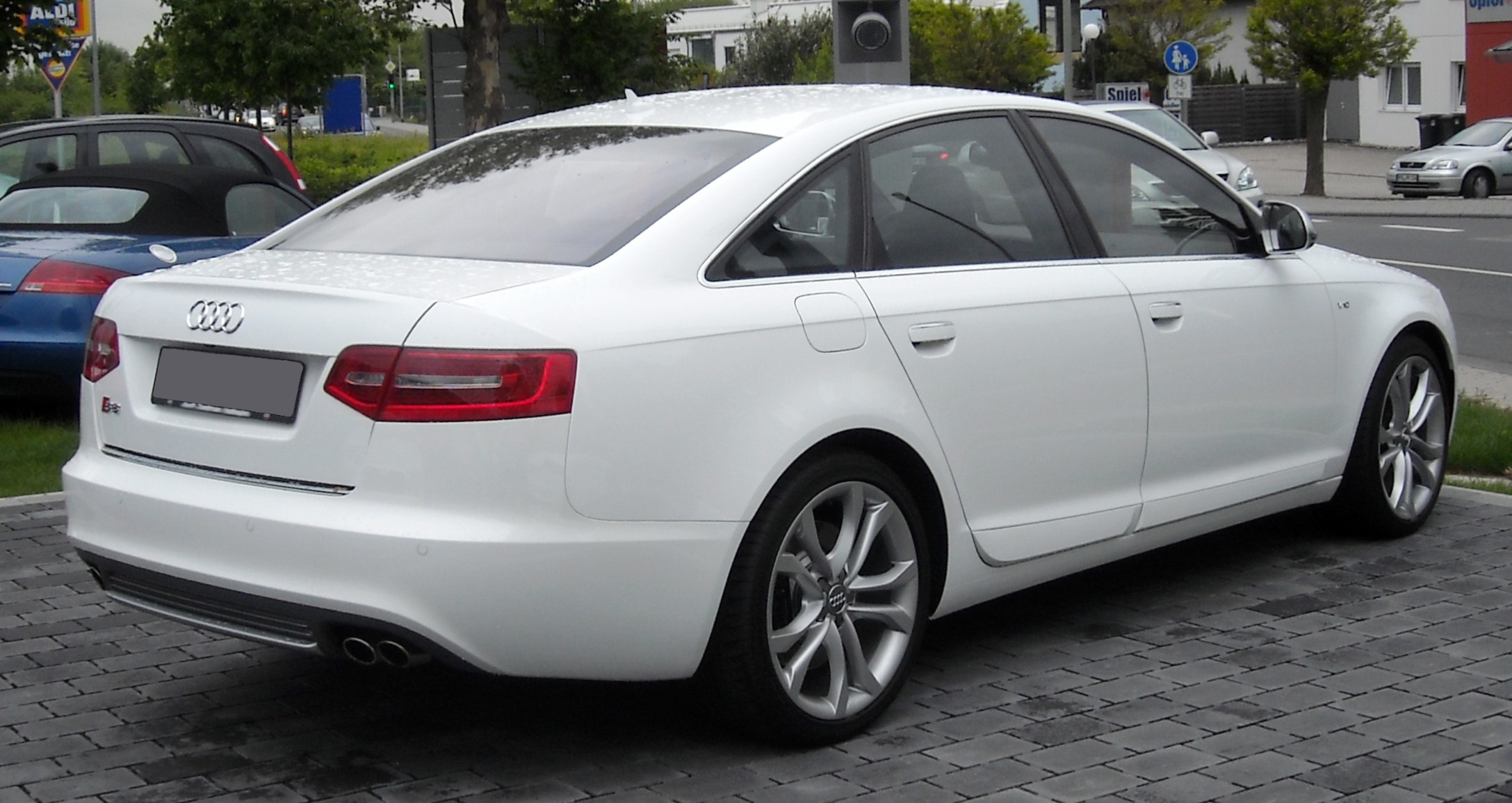
Audi S6 C6 (2008—2011)

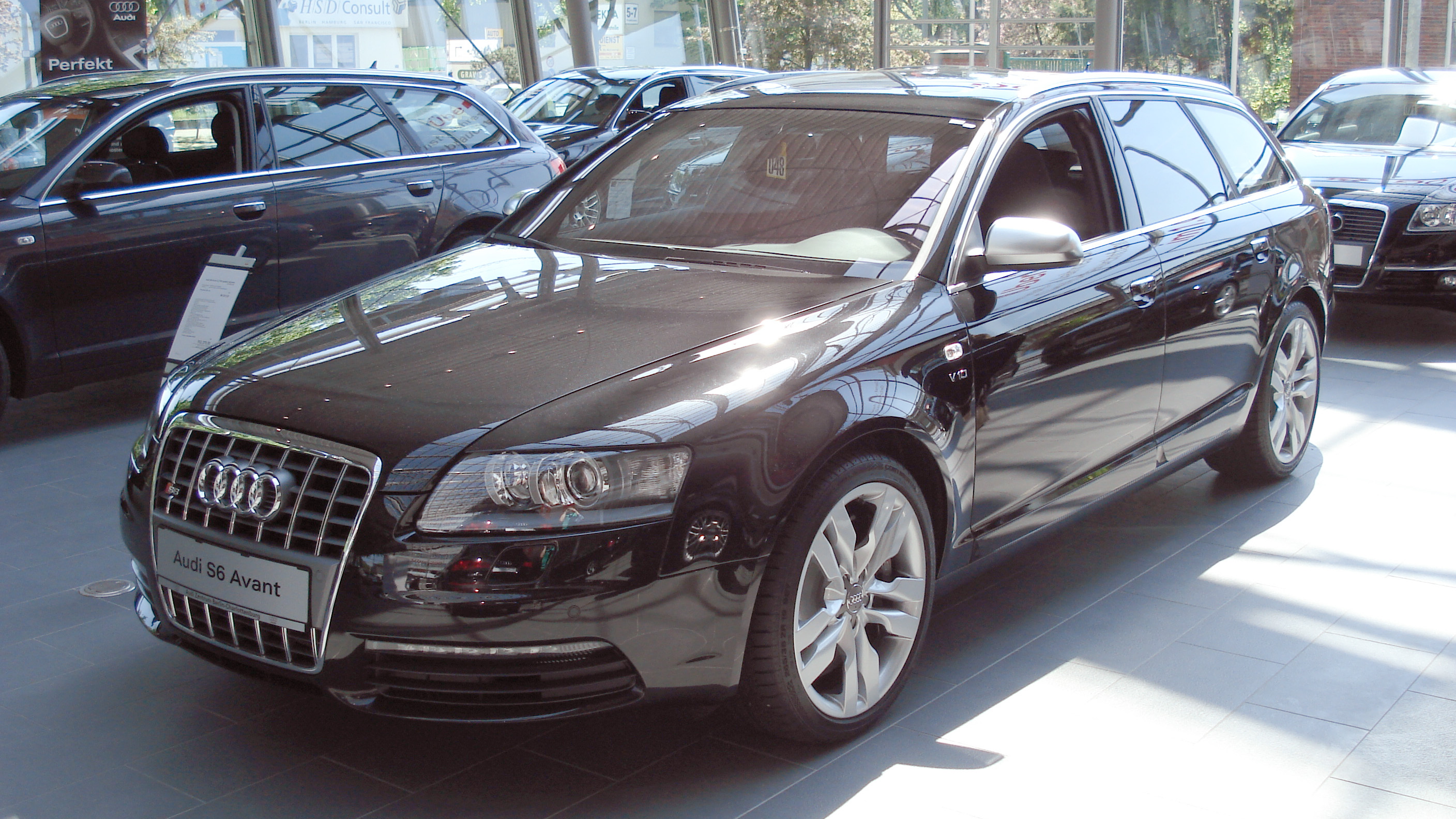
Audi S6 Avant C6 (2004—2008)

У січні 2006 року відвідувачі Детройтського автосалону вперше побачили Audi S6 третьої генерації. На S6 встановили дефорсований двигун V10 5.2 FSI від суперкара Lamborghini Gallardo. На Audi атмосферний агрегат розвивав 435 к.с. і 540 Нм в діапазоні від 3000 до 4000 об/хв . При цьому 90 % тяги двигун видавав вже на 2300 об/хв. Двигун з безпосереднім уприскуванням палива (тиск упорскування - 100 бар) і фазообертачами на впуску і випуску розганяв седан до 100 км/год за 5,2 с, а максимальна швидкість була обмежена електронікою на позначці 250 км/год. З гами зникли версії з МКПП - залишилися тільки машини з шестиступінчастою АКПП ZF, що отримали спортивну програму управління. Ще одним одкровенням стала система повного приводу з «укороченою» головною передачею (3,80 проти 3,54 або 3,31 у A6). Якщо на колишніх S6 тяга розподілялася між осями порівну, то у нової машини на корму йшло 60% моменту. Це допомогло поліпшити поведінку автомобіля в поворотах. Схеми підвісок не змінилися (чотирьохважілка спереду і подвійні поперечні важелі ззаду), але творці перенастроїли геометрію і оптимізували еластокінематіку. Від моделі A6 S6-ті відрізнялися помітно жорсткішими пружинами і амортизаторами, зменшеним на 20 мм кліренсом і загостреним рульовим управлінням. 
В жовтні 2008 року проведена незначна реконструкція A6 і S6.
Машини третього покоління виготовлялися до 2011 року.

## Audi S6 C7 (з 2012)

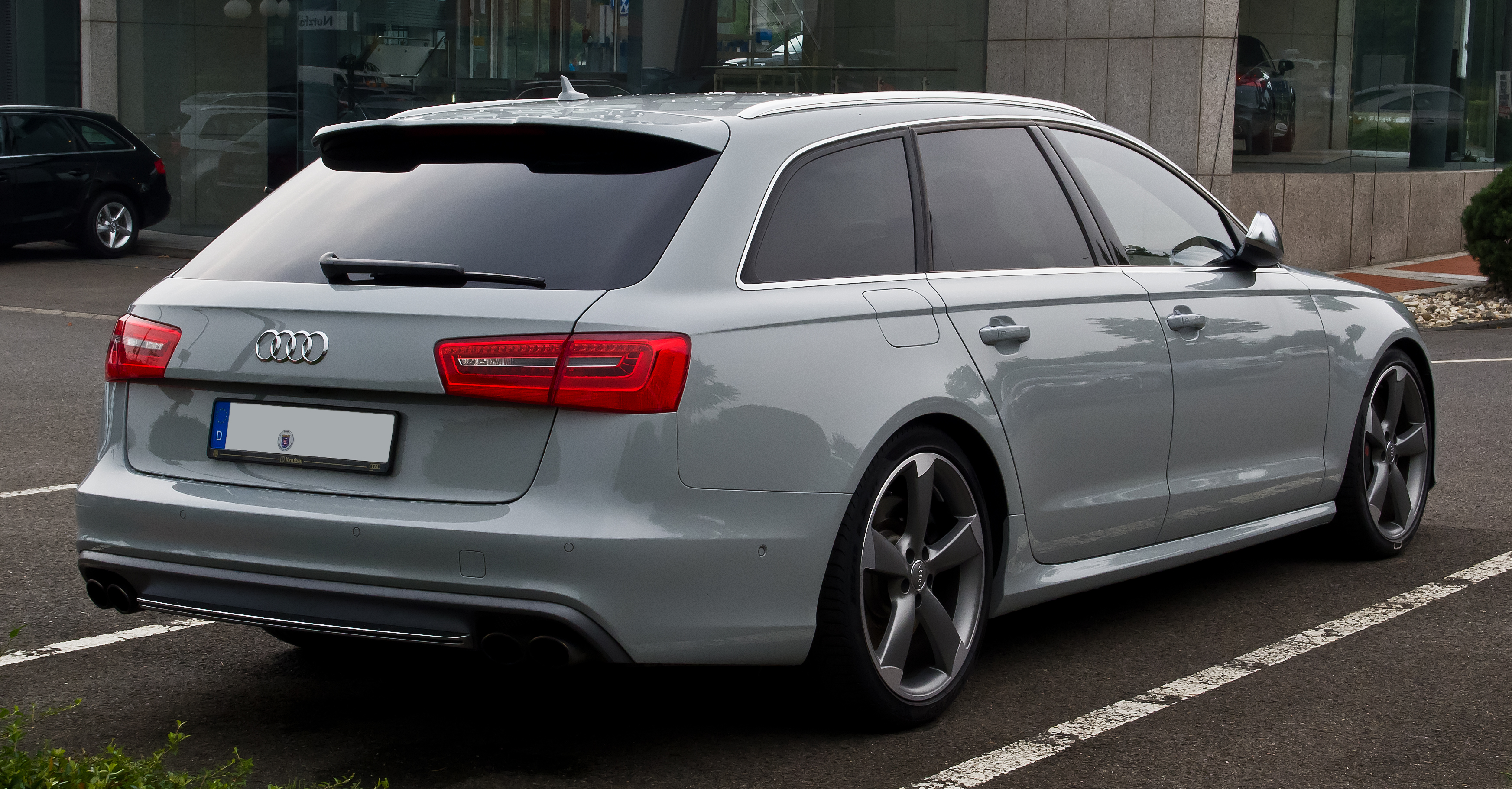
Audi S6 Avant (C7)

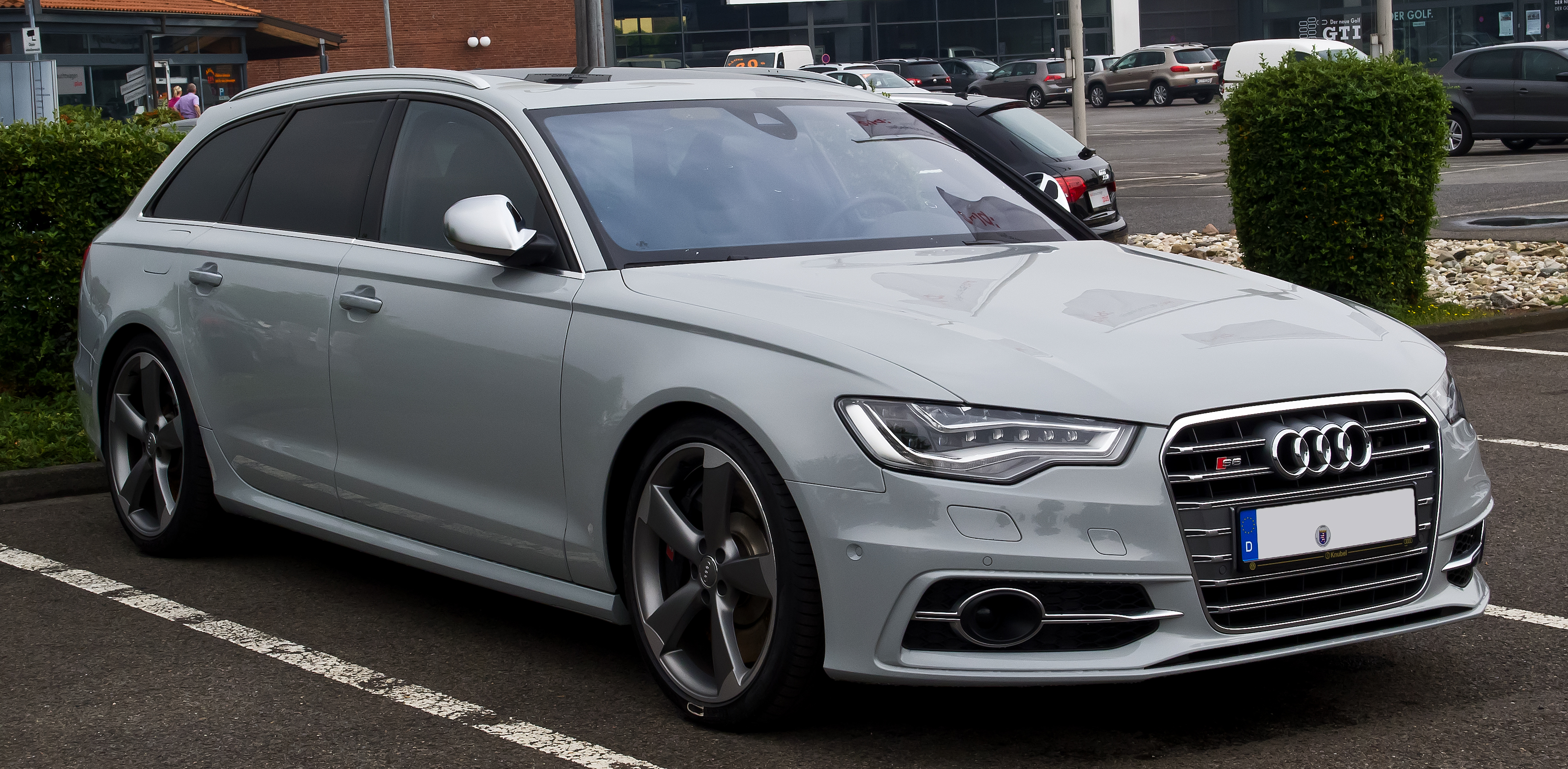
Audi S6 Avant (C7)

У квітні 2011 року дебютувало нове покоління Audi A6, а восени 2011 року на Франкфуртському автосалоні представлено нову Audi S6.
Замість десяти циліндрів, нова модель має тільки вісім циліндрів. Новий 4,0 літровий двигун має подвійні турбокомпресори, на відміну від попередньої версії. Щоб зменшити витрату пального використовується система деактивації циліндрів і система старт-стоп. Хоча цей двигун з 420 к.с./309 kW (раніше 435 к.сю/320 kW) трохи слабший, ніж його попередник, нова Audi демонструє кращу динаміку (4,8 секунди до 100 км/год замість 5,2 секунди попередника). Крім того, підвищений крутний момент до 550 Нм (раніше 540 Нм).
Модель пропонується як седан і Avant. Обидва прийшли на ринок в навесні 2012 року.
На розсуд водія представлено п’ять режимів управління: Efficiency, Comfort, Auto, Dynamic і Individual. Відповідно до режиму змінюються налаштування двигуна, коробки передач, комфорту їзди, рульового управління та крутного моменту. Водіям, які прагнуть уникнути ускладнень і просто насолодитись їздою, варто притримуватись Auto. Автомобіль добре контролюється допоки не буде обраний режим Dynamic, який робить їзду жорсткою. Але режиму, який посилив би зворотній зв'язок керма, не існує. Рульове управління залишається легким. Взявши до уваги відчуття ваги корпуса та тенденцію до недостатньої повертаємості керма, отримуємо спритний автомобіль, якому бракує взаємодії з водієм. Тим не менше, S6 - це надійний, комфортний, швидкий автомобіль, що підходить для повсякденних поїздок за будь-яких погодних умов. 
Стандартно моделіS6 оснащені: функцією підігріву передніх шкіряних сидінь, люком даху, автоматичними передніми фарами та пам’яттю сидінь. Сучасні моделі отримали функцію запалювання без ключа, Bluetooth-сполучення телефону та аудіоносіїв, та засобами інтеграції iPod/iPhone. Передні, бічні та задні подушки безпеки входять у базу автомобіля. За додаткову плату передбачені: система інфрачервоного нічного бачення, функція автоматичного гальмування у місті, круїз-контроль з радаром, система моніторингу сліпих зон та система попередження про зміну смуги руху. 

### Двигуни
- 4.0 TFSI V8 420/450 к.с. 600 Нм

## Audi S6 C8 (з 2019)

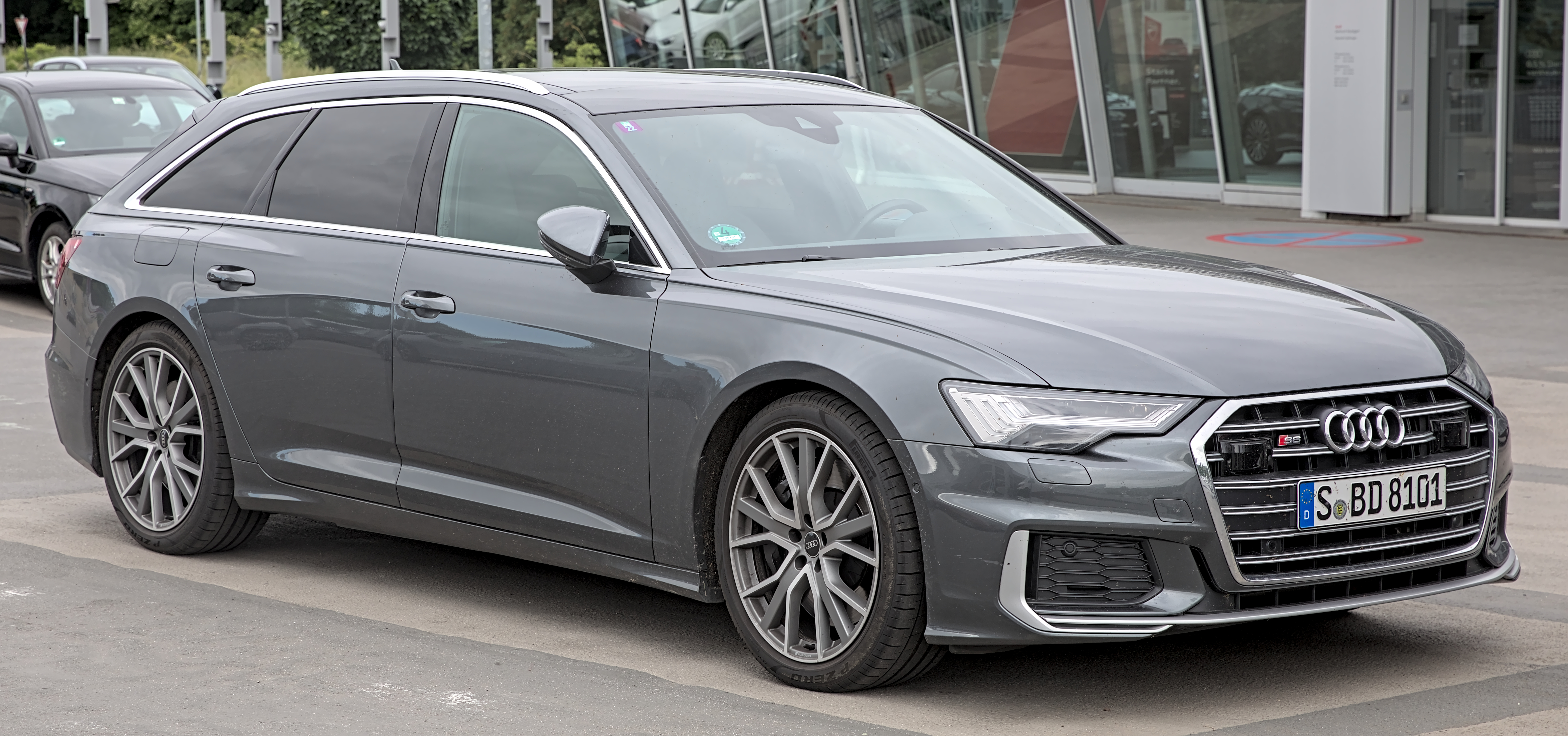
Audi S6 Avant (C8)

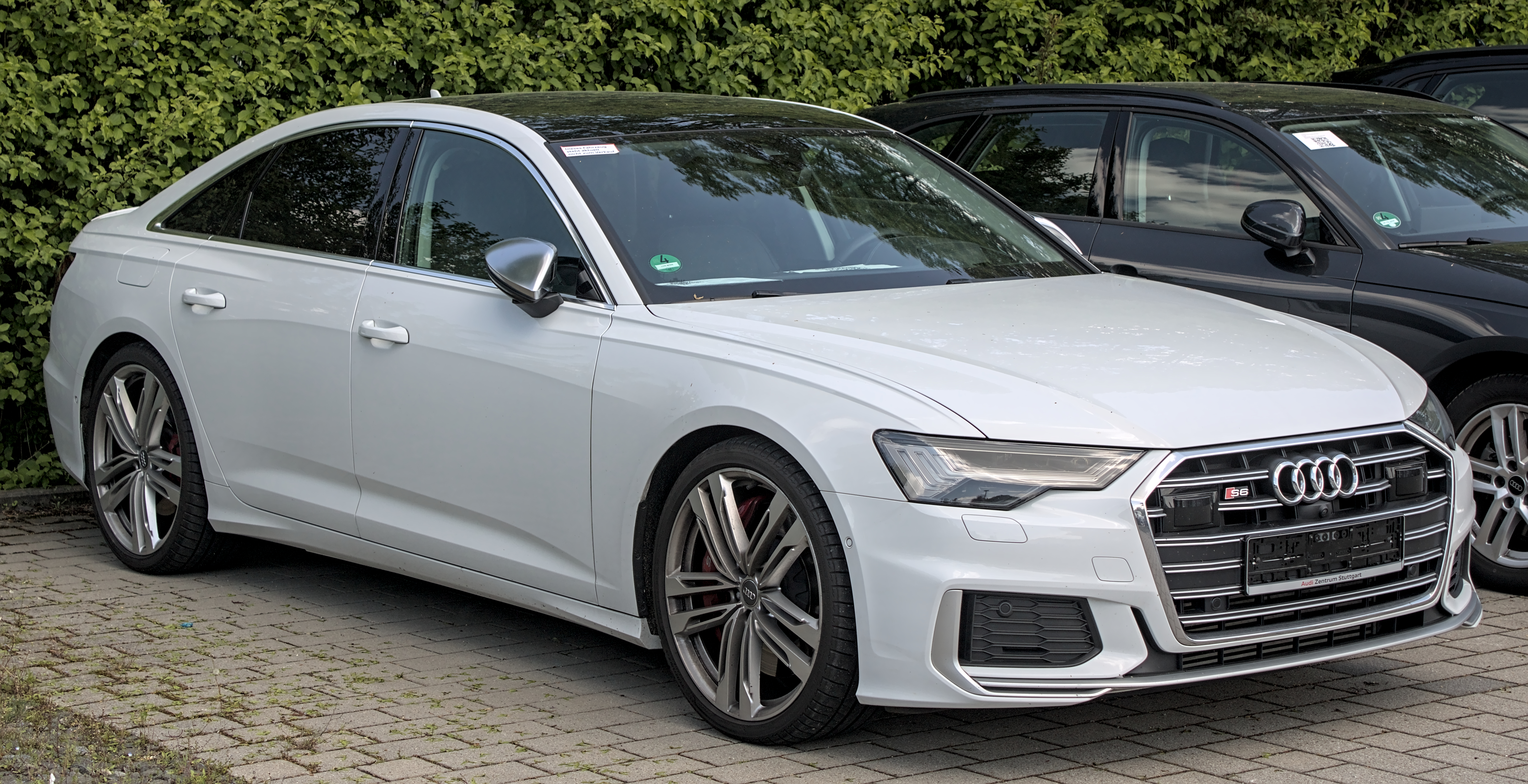
Audi S6 (C8)

У березні 2018 року на Женевському автосалоні була представлена Audi A6 C8. Новий S6 дебютував у квітні 2019 року.
Європейська модель вперше оснащена дизельним двигуном. Він має потужність 257 кВт (349 к.с.) і максимальний крутний момент 700 Нм. Модель знову пропонується як седан, так і avant.
Повний привід quattro з центральним диференціалом, що самоблокується, з розподілом моменту в пропорції 40:60. Щоправда, у деяких випадках уперед може подаватися до 70%, тоді як назад – до 85%. За доплату так само доступний задній sport differencial і вісь, що підрулює.
Обидва з’явилися на ринку в липні 2019 року.

### Двигуни
- 2.9 TFSI VW EA839 V6 450 к.с. 600 Нм
- 3.0 TDI VW EA897evo2 V6 349 к.с. 700 Нм